# 넥스트 (1990년 영화)
《넥스트》(Next)는 영국에서 제작된 배리 퍼베스 감독의 1990년 애니메이션 영화이다. 전체 제목은 "Next:The Infinite Variety Show"이다. 로저 리스 등이 주연으로 출연하였고 사라 멀록 등이 제작에 참여하였다.

## 출연
- 로저 리스 - 윌 역 (애니메이션)
- 배리 퍼브스 - 피터 역 (목소리)